# Zdrojewo (powiat mrągowski)
Zdrojewo (niem. Sdrojowen, 1930–1945 Bornfeld) – opuszczona osada w Polsce, w województwie warmińsko-mazurskim, w powiecie mrągowskim, w gminie Piecki.
Miejscowość wchodzi w skład sołectwa Piecki. W latach 1975–1998 miejscowość administracyjnie należała do województwa olsztyńskiego.

## Historia
Dawny folwark książęcy. Wieś wymieniana w dokumentach już około 1550 roku. W 1785 r. w Zdrojewie były dwa domy. W roku 1838 we wsi odnotowano trzy domy z 19 mieszkańcami. W 1900 roku był to dwór (majątek ziemski) o areale 8 włók. W XVIII wieku w majątku mieszkali Czechowscy oraz Kisielniccy.
W 1930 r. w ramach akcji germanizacyjnej, zmieniono urzędową nazwę wsi na Bornfeld.